# Бойчук Остап Пилипович
Бойчук Остап Володимирович (12 вересня 1933, смт Глухівці, Козятинський район, Вінницька область — 7 серпня 2002) — доктор фізико-математичних наук, професор. Лауреат Державної премії України в галузі науки і техніки (1992).
У 1956 р. закінчив КПІ, в 1964 р. захистив кандидатську, а в 1981 р. — докторську дисертацію, з 1982 р. — професор, а з 1986 р. завідувач кафедри математичної фізики. Нині відомий вчений в галузі механіки та прикладної математики, один з фундаторів теорії інерціальних систем навігації й незбурюваних інерціальних платформ. В теорії управління розв'язав деякі загальні задачі теорії оптимальних систем в постановці Р. Кальмана, розвинув метод дослідження нелінійних коливань систем автоматичного управління.
У 1990-91 Бойчуком у співавторстві видано підручник з теоретичної механіки у 2-х томах, відзначено Державною премією України в галузі науки і техніки 1992 року та першою премією КПІ за 1991 рік.

## Джерело
- В. М. Кошляков. Бойчук Остап Пилипович. Архів оригіналу за 5 серпня 2018. Процитовано 05.08.2018.
- З історії кафедри [Архівовано 8 квітня 2014 у Wayback Machine.]

| Володимир Вернадський | Це незавершена стаття про українського науковця. Ви можете допомогти проєкту, виправивши або дописавши її. |